# Missionsverein
Missionsvereine sind Vereine, die als Ziel die materielle und geistige Förderung der äußeren Mission haben.
Da im 19. Jahrhundert die bisherigen Hauptstützen der Mission, die Länder Portugal, Spanien und Frankreich, ausfielen und die Missionsorden verarmten, entstanden Missionsvereine.
Sie unterstützten sowohl die traditionellen Missionsorden als auch die neu entstandenen Missionsgesellschaften.
In der katholischen Kirche sind die Päpstlichen Missionswerke am bedeutendsten. 
Bekannte Missionsvereine in Deutschland sind missio Aachen, der Ludwigs-Missionsverein, der Kindheit-Jesu-Verein, das Werk des Heiligen Apostels Petrus und der Xaverius-Verein. Der in der Mitte des 19. Jahrhunderts herrschende Zeitgeist brachte auch Namen wie den Verein zur Unterstützung der armen Negerkinder hervor. Daneben gibt es Missionsvereine für einzelne Länder wie z. B. die Petrus-Claver-Sodalität für die Afrikamission, der Deutsche Verein vom Heiligen Lande, die Catholica Unio für den Orient. Die meisten Vereine unterstützen einzelne Missionsorden oder Missionsgesellschaften wie z. B. die Dominikaner, Franziskaner, Kapuziner, oder Weißen Väter.
Daneben gibt es missionsärztliche Organisationen und Hilfswerke für Entwicklungshilfe wie die Missions-Verkehrs-Arbeitsgemeinschaft (MIVA).
Die Missionsvereine der protestantischen Kirche sind im Allgemeinen dezentral auf Landeskirchenebene organisiert.